# Ernst Rüdiger von Starhemberg (1899–1956)
Ernst Rüdiger Camillo von Starhemberg (10. května 1899 Eferding, Rakousko-Uhersko – 15. března 1956 Schruns, Rakousko) byl rakouský politik a vůdce Heimwehru.

## Životopis
Ernst von Starhemberg se narodil v rakouské knížecí rodině Starhembergů jako syn Ernsta Rüdigera von Starhemberg a jeho ženy Franzisky roz. von Larisch-Mönnich. Za první světové války se Starhemberg přihlásil do armády a sloužil jako praporčík na italské frontě. Od roku 1920 studoval ekonomii v Innsbrucku, kde vstoupil do Corps Rhaetia. V roce 1921 se dobrovolně přihlásil do Freikorps Oberland a zúčastnil se útoku na Annaberg v roce 1921. Po rozpuštění Freikorpsu se Starhemberg, stejně jako mnoho jeho dalších členů obrátil na Hitlera. Starhemberg se zúčastnil jeho Pivního puče v roce 1923, ale později se již prezentoval jako zarytý Hitlerův odpůrce.

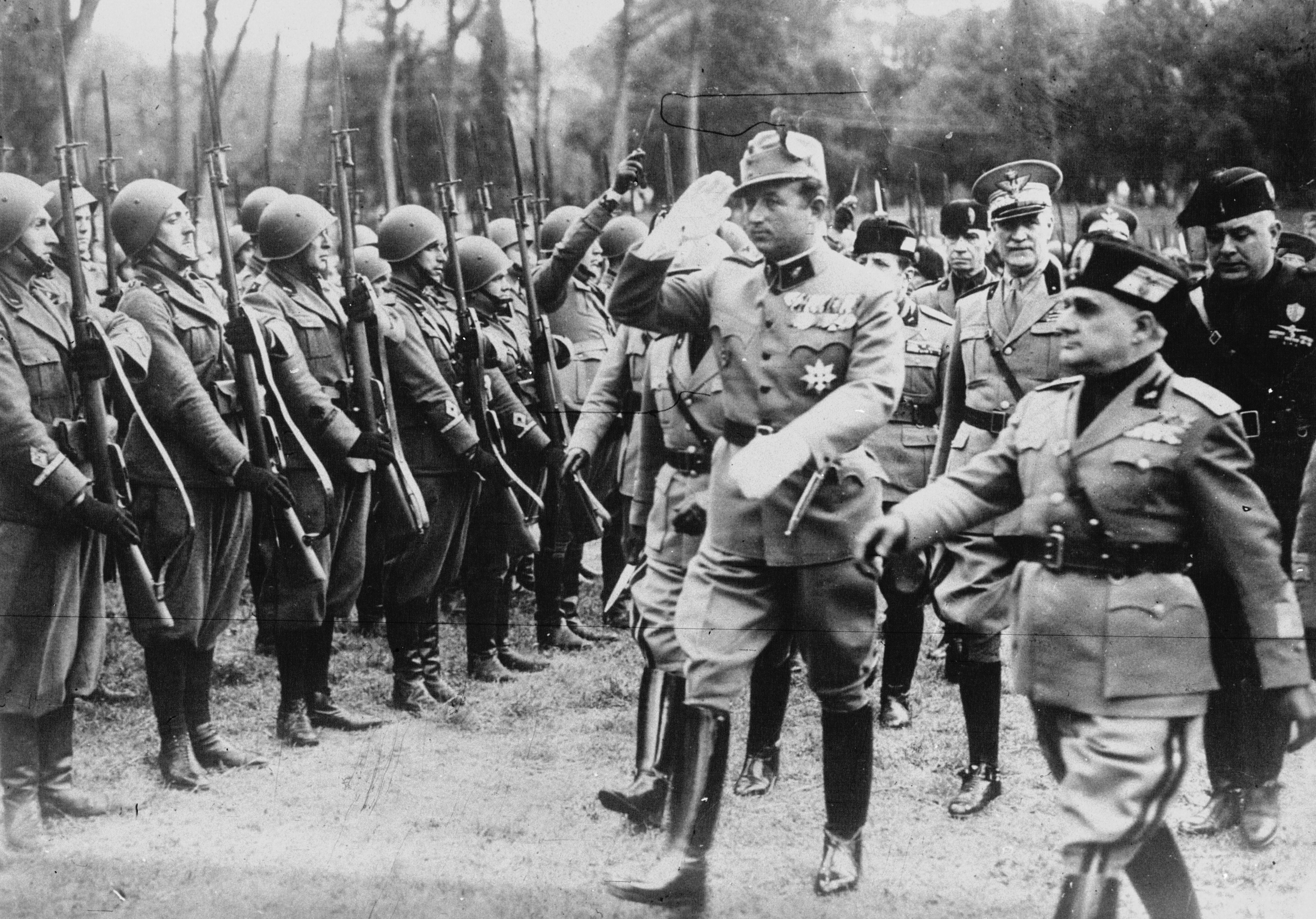
Ernst Starhemberg přehlíží italské jednotky v Římě

V roce 1930 se Starhemberg stal federálním vůdcem rakouského Heimwehru, pravicové polovojenské organizace, která se krátce poté rozdělila na křesťansko-sociální křídlo pod vedením majora Emila Feye a austrofašistické křídlo pod Starhembergem.
Ve stejné době začala i jeho politická kariéra. Byl členem krátko trvajícího Vaugoinova kabinetu v roce 1930 jako ministr vnitra; v témže roce kandidoval po neúspěšných koaličních jednáních s národními socialisty. V roce 1932 Starhemberg podpořil kancléře Engelberta Dollfusse v jeho snaze přeměnit Rakousko ve fašistický stát podle italského vzoru. On sám požádal Mussoliniho o (ilegální) dodávku zbraní pro Heimwehr. Po vojenském potlačení únorového povstání rakouské sociální demokracie v roce 1934, ve kterém hrála ústřední roli domácí garda, byl Starhemberg pověřen Dollfussem úřadem vicekancléře. Když byl Dollfuss o několik měsíců později v Červencovém puči roku 1934 zavražděn, Starhemberg a domácí garda sehráli hlavní roli v potlačení tohoto pokusu o povstání rakouských národních socialistů. Po puči bojoval proti vykonání rozsudků smrti nad devíti pučisty, ale nebyl schopen zvítězit nad Feyem.
Starhemberg byl zpočátku považován za favorita na post spolkového kancléře, ale z různých důvodů nedostal příležitost: spolkový prezident Wilhelm Miklas odmítl jmenovat vůdce Heimwehru kancléřem a přední křesťansko-sociální politici hrozili, že prozradí Starhembergův soukromý život. K tomu se přidala zvláštní pasivita samotného Starhemberga v této otázce, a tak se úřadu nakonec ujal předchozí ministr školství Kurt Schuschnigg.
Nově jmenovaný kancléř, který také vládl autoritativním způsobem, nechal Starhemberga v úřadu; kromě toho však byl pověřen funkcí ministra bezpečnosti a převzal vedení Vlastenecké fronty. Ve vzpomínkovém projevu Starhemberga na Engelberta Dollfusse z 27. července 1934 lze vidět hlavní rysy jeho politického programu, Rakousko zde popsal jako:„Evropskou barikádu proti bolševismu a také proti do očí bijící, zločinné demagogii nacionalismu. Svět kultury pohlíží na Rakušany jako na bojovníky proti barbarství dvacátého století.“ Novou Schuschniggovu vládu považoval za: „Svatý odkaz zavražděného kancléře - nikdy neudělat sebemenší kompromis s nacionálním socialismem, nikdy neudělat ústupky, které by mohly ovlivnit naši plnou nezávislost a svobodu, naši čest a důstojnost.“ Stejně jako ostatní austrofašisté viděl Starhemberg obnovu monarchie s Habsburky jako – „v důsledku utopický a konečný cíl své politiky.“

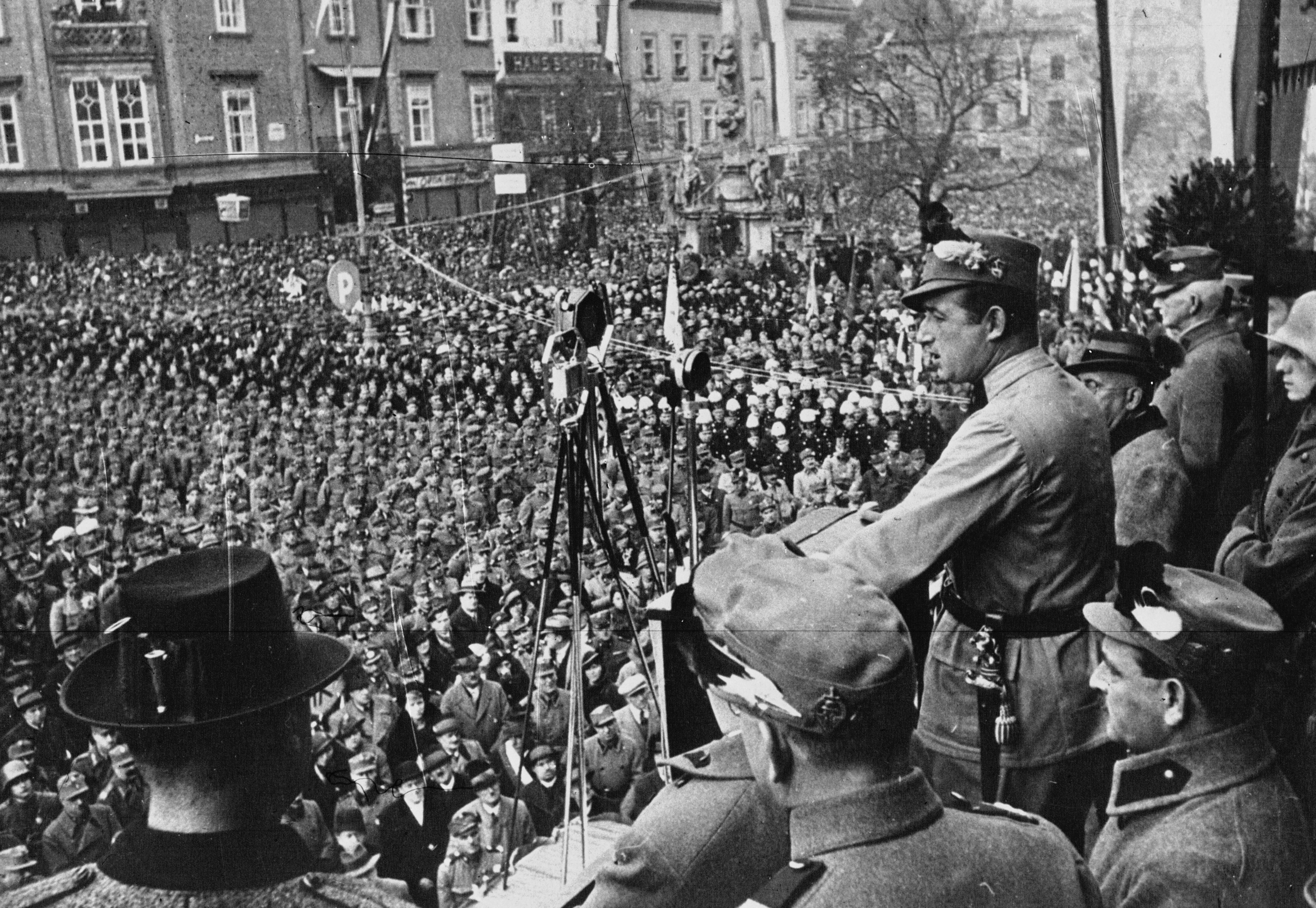
Ernst Rüdiger Starhemberg řeční na shromáždění v roce 1936

O dva roky později, po zahraničněpolitickém sblížení Rakouska s Německou říší a zákazu Heimwehru Kurtem Schuschniggem, Starhemberg rezignoval na všechny vládní funkce. Hlavním důvodem bylo jeho přesvědčení, že nezávislost Rakouska by umožnilo zajistit pouze silné pouto s Itálií.
Přibližně ve stejné době se však Itálie, která byla po druhé habešské válce diplomaticky izolovaná, začala stále více přibližovat k Německu, takže šance na úspěch takové alternativy byly sporné. V létě 1936 Starhemberg jednal s Arthurem Seyss-Inquartem v Győru možnost ustavení autoritářské, německo-nacionalistické vlády v Rakousku se začleněním „umírněných“ národních socialistů. Pod dojmem tohoto vnitropolitického nebezpečí kancléř Schuschnigg v říjnu 1936 oficiálně rozpustil hnutí Heimwehr.
Starhemberg emigroval do Švýcarska v roce 1937 se svou manželkou, herečkou Burgtheatrou Norou Gregorovou. Odtud měl po anexi Rakouska v roce 1938 předložit důkaz, že „ještě před sjednocením Ostmarky s Říší viděl spásu pro Rakousko pouze ve spojenectví s nacionálním socialismem.“ V lednu 1936 přitom ve Vídni veřejně odmítl sloučení „s německými kmeny tak, aby se Rakousko začlenilo do centralizované říše“ a doporučil „zdravou monarchickou propagandu.“
V roce 1939 prodal své vinice ve Wachau svým nájemcům. To vedlo k založení Wachauského vinařského družstva, které je dnes známé jako Wachauské panství. V roce 1940 odešel do Francie. Během 2. světové války Starhemberg sloužil v britském a svobodném francouzském letectvu, ale odstoupil poté, co Sovětský svaz přistoupil ke Spojencům. Od roku 1942 do roku 1955 žil v Argentině.
Po druhé světové válce probíhal mezi Starhembergem a Rakouskou republikou vleklý soudní spor o restituci jeho majetku vyvlastněného nacistickým režimem v roce 1939. V roce 1947 Starhembergův právník Ludwig Draxler požádal o restituci, která se brzy stala politickým problémem. V prosinci 1951 rozhodl správní soud ve prospěch stěžovatelů Draxlera a Starhemberga. SPÖ a KPÖ požadovaly, aby byl majetek Starhemberga prohlášen za propadlý ve prospěch republiky. ÖVP se vyhnula přímé podpoře bývalého vůdce Heimwehru, ale požadovala, aby všechny případy restitucí byly řešeny podle stejných pravidel a aby nebyly činěny žádné politicky odůvodněné výjimky. Nakonec se vládní koalice v březnu 1952 dohodla na kompromisu, podle kterého měl být majetek z čistě právního hlediska restituován, ale měl zůstat pod trvalou veřejnou správou. Dne 1. července 1954 Ústavní soud zrušil tento právní kompromis jako protiústavní a nařídil okamžitou restituci.
Koncem roku 1955 se Starhemberg, který právě dostal opět rakouský pas, vrátil přes Švýcarsko do Rakouska, kde po návštěvě příbuzných v Korutanech odjel na lázeňský pobyt do Schrunsu. Tam ho při procházce vyfotografoval Georg Auer, redaktor komunistického Volksstimme. Starhemberg zaútočil na fotografa svou vycházkovou holí a rozčílil se tak, že dostal infarkt a na místě zemřel.
Starhembergův politický neúspěch připisovali současníci a historici v neposlední řadě jeho nevyzpytatelnému charakteru, který jeho příznivcům často ztěžoval pochopení jeho činů.
V novějších výzkumech byly také nalezeny paralely mezi Starhembergovou politickou rétorikou a Jörgem Haiderem.